# 皇家 (荷蘭語)

荷蘭皇家航空 (KLM)的海報

皇家（Koninklijk或Koninklijke） (發音：[ˈkoːnɪŋkləkə])，是一個比利時和荷蘭的名銜，由兩國元首授予兩國的非营利組織。1807年由路易·波拿巴引入，其後荷蘭國王授予各文化協會。在英語則使用Royal一詞，而西班牙語使用Real。使用時一般會以首字母K代表。